# Болтаева, Шакар
Шакар Болтаева (16 июня 1940 года, кишлак Хожады, Шаартузский район, Сталинабадская область, Таджикская ССР — 5 мая 2001 года) — бригадир хлопководческой бригады колхоза «Ленинград» Шаартузского района Таджикской ССР. Герой Социалистического Труда (1971).

## Биография
Родилась в 1940 году в семье дехканина в кишлаке Хожады. С 1956 года трудилась рядовой колхозницей в хлопководческом колхозе «Ленинград» Шаартузского района. В 1960 году вступила в КПСС.
С 1961 года — заместитель председателя колхоза «Ленинград» Шаартузского района, затем — заведующая яслями (1963—1965). С 1965 года — бригадир хлопководческой бригады в этом же колхозе.
Бригада Шакар Болтаевой досрочно выполнила коллективное социалистическое обязательство и плановые производственные задания Восьмой пятилетки (1966—1970) по выращиванию и сбору хлопка-сырца. Указом Президиума Верховного Совета СССР от 8 апреля 1971 года удостоена звания Героя Социалистического Труда «за выдающиеся успехи, достигнутые в развитии сельскохозяйственного производства и выполнении пятилетнего плана продажи государству продуктов земледелия и животноводства» с вручением ордена Ленина и золотой медали Серп и Молот.
Трудилась в родном колхозе до выхода на пенсию в 1977 году.
Скончалась в мае 2001 года.
Награды и звания
- Герой Социалистического Труда
- Орден Ленина — дважды
- Почётная грамота Президиума Верховного Совета Таджикской ССР.